# Nicolas Girard (tir à l'arc)
Pour les articles homonymes, voir Nicolas Girard.
Nicolas Girard, né le 22 mai 2000, est un archer français.

## Carrière
Nicolas Girard est vice-champion d'Europe par équipe en arc à poulies en 2021 à Antalya avec Quentin Baraër et Adrien Gontier.
Le 21 novembre 2021, lors d'une compétition qualificative à Châteaurenard, il bat le record de France tir en salle (2x18m) en arc à poulie, réalisant le score parfait de 600 points sur 600.
Le 05 février 2022 il remporte la finale des Indoor Archery World Series à Las Vegas.
Le 25 juin 2022, il gagne l'étape Parisienne de la Hyundai Archery World Cup
Il remporte la médaille de bronze en arc à poulies individuel aux Championnats d'Europe de tir à l'arc en salle 2022 à Laško.
En février 2025, il est médaillé d'or en arc à poulies en individuel aux championnats d'Europe en salle.

## Décoration
- Médaille de la jeunesse, des sports et de l'engagement associatif, bronze (2025)[5].